# Geitlandshraun
Geitlandshraun är ett lavafält i republiken Island.   Det ligger i regionen Västlandet, i den västra delen av landet, 80 km nordost om huvudstaden Reykjavík.